# Ministério da Economia e Finanças (Coreia do Sul)
O Ministério da Economia e Finanças (hangul: 기획재정부; hanja: 企劃財政部; rr: Gihoek Jaejeong-bu; MOSF) é um órgão nacional do governo da Coreia do Sul.
Sua sede fica localizada na Cidade de Sejong.